# 2022 FIFAワールドカップ・ヨーロッパ予選グループG
2022 FIFAワールドカップ・ヨーロッパ予選グループGは、カタールで開催される2022 FIFAワールドカップ出場チームを決定するための予選のうち、欧州サッカー連盟 (UEFA) 加盟協会を対象としたヨーロッパ予選（一次予選）10グループのうちの1つ。ジブラルタル、ラトビア、モンテネグロ、オランダ、ノルウェー、トルコの6協会で構成されている。ラウンドロビン形式のホーム・アンド・アウェー2回戦総当たりで対戦する。
グループ最上位チームはワールドカップ本大会出場が決定し、グループ2位のチームはUEFAネーションズリーグ2020-21成績上位2チームを加えた12チームで3グループのトーナメントを戦い、各勝者が本大会出場権を得る。

## 順位表
| 順 | チーム       | 試 | 勝 | 分 | 敗 | 得 | 失 | 差  | 点 | 出場権                      |     | オランダ | トルコ | ノルウェー | モンテネグロ | ラトビア | ジブラルタル |
| -- | ------------ | -- | -- | -- | -- | -- | -- | --- | -- | --------------------------- | --- | -------- | ------ | ---------- | ------------ | -------- | ------------ |
| 1  | オランダ     | 10 | 7  | 2  | 1  | 33 | 8  | +25 | 23 | 2022 FIFAワールドカップ出場 |     | —        | 6–1    | 2–0        | 4–0          | 2–0      | 6–0          |
| 2  | トルコ       | 10 | 6  | 3  | 1  | 27 | 16 | +11 | 21 | 2次予選進出                 |     | 4–2      | —      | 1–1        | 2–2          | 3–3      | 6–0          |
| 3  | ノルウェー   | 10 | 5  | 3  | 2  | 15 | 8  | +7  | 18 |                             |     | 1–1      | 0–3    | —          | 2–0          | 0–0      | 5–1          |
| 4  | モンテネグロ | 10 | 3  | 3  | 4  | 14 | 15 | −1  | 12 |                             | 2–2 | 1–2      | 0–1    | —          | 0–0          | 4–1      |              |
| 5  | ラトビア     | 10 | 2  | 3  | 5  | 11 | 14 | −3  | 9  |                             | 0–1 | 1–2      | 0–2    | 1–2        | —            | 3–1      |              |
| 6  | ジブラルタル | 10 | 0  | 0  | 10 | 4  | 43 | −39 | 0  |                             | 0–7 | 0–3      | 0–3    | 0–3        | 1–3          | —        |              |

## 試合
対戦カードは、抽選の翌日の2020年12月8日にUEFAによって確認された。時間は特記なき限り中央ヨーロッパ時間(CET, UTC+1) / 中央ヨーロッパ夏時間(CEST, UTC+2) 表記 （現地時間が異なる場合は括弧内に表記）。
| 2021年3月24日 18:00 (20:00 UTC+3) |

| トルコ                                                 | 4 – 2                       | オランダ                            |
| ユルマズ 15分, 34分 (pen.), 81分 · チャルハノール 46分 | Report (FIFA) Report (UEFA) | クラーセン 75分 · L.デ・ヨング 76分 |

| アタテュルク・オリンピヤト・スタドゥ, イスタンブール · 観客数: 0 · 主審: マイケル・オリヴァー ( イングランド) |

| 2021年3月24日 20:45 |

| ジブラルタル | 0 – 3                       | ノルウェー                                                |
|              | Report (FIFA) Report (UEFA) | セルロート 43分 · トルストベット 45分 · スヴェンソン 57分 |

| ヴィクトリア・スタジアム, ジブラルタル · 観客数: 0 · 主審: ドウイェ・ストラカン ( クロアチア) |

| 2021年3月24日 20:45 (21:45 UTC+2) |

| ラトビア            | 1 – 2                       | モンテネグロ              |
| イカウニェクス 40分 | Report (FIFA) Report (UEFA) | ヨヴェティッチ 41分, 83分 |

| スコント・スタディオン, リガ · 観客数: 0 · 主審: アラン・デュリュー ( ルクセンブルク) |

| 2021年3月27日 15:00 |

| モンテネグロ                                                                | 4 – 1                       | ジブラルタル           |
| ベチライ 25分 · シミッチ 43分 · トマシェヴィッチ 53分 · ヨヴェティッチ 80分 | Report (FIFA) Report (UEFA) | スタイシュ 30分 (pen.) |

| スタディオン・ポド・ゴリツォム, ポドゴリツァ · 観客数: 0 · 主審: マニュエル・シュテングルバー ( オーストリア) |

| 2021年3月27日 18:00 |

| オランダ                            | 2 – 0                       | ラトビア |
| ベルハイス 32分 · L.デ・ヨング 69分 | Report (FIFA) Report (UEFA) |          |

| ヨハン・クライフ・アレナ, アムステルダム · 観客数: 5,000 · 主審: ステファニー・フラパール ( フランス) |

| 2021年3月27日 18:00 |

| ノルウェー | 0 – 3                       | トルコ                                 |
|            | Report (FIFA) Report (UEFA) | トゥファン 4分, 59分 · ソユンジュ 28分 |

| エスタディオ・ラ・ロサレーダ, マラガ (スペイン) · 観客数: 0 · 主審: アレハンドロ・エルナンデス・エルナンデス ( スペイン) |

| 2021年3月30日 20:45 |

| ジブラルタル | 0 – 7                       | オランダ |
|              | Report (FIFA) Report (UEFA) | ベルハイス 42分 · L.デ・ヨング 55分 · デパイ 61分, 88分 · ワイナルドゥム 62分 · マレン 64分 · ファン・デ・ベーク 85分 |

| ヴィクトリア・スタジアム, ジブラルタル · 観客数: 335 · 主審: ジョアン・ピニェイロ ( ポルトガル) |

| 2021年3月30日 20:45 |

| モンテネグロ | 0 – 1                       | ノルウェー      |
|              | Report (FIFA) Report (UEFA) | セルロート 35分 |

| スタディオン・ポド・ゴリツォム, ポドゴリツァ · 観客数: 0 · 主審: アンソニー・テイラー ( イングランド) |

| 2021年3月30日 20:45 (21:45 UTC+3) |

| トルコ                                                    | 3 – 3                       | ラトビア                                                      |
| カラマン 2分 · チャルハノール 33分 · ユルマズ 52分 (pen.) | Report (FIFA) Report (UEFA) | サバリュニエクス 35分 · ウルドリキス 58分 · イコニークス 79分 |

| アタテュルク・オリンピヤト・スタドゥ, イスタンブール · 観客数: 223 · 主審: ダニエル・ステファンスキ ( ポーランド) |

| 2021年9月1日 20:45 (21:45 UTC+3) |

| ラトビア                                           | 3 – 1                       | ジブラルタル         |
| グトコフスキス 50分 (pen.), 85分 · シガニスク 89分 | Report (FIFA) Report (UEFA) | デ・バル 71分 (pen.) |

| ダウガヴァ・スタディオン, リガ · 観客数: 1,466 · 主審: パヴェル・オレル ( チェコ) |

| 2021年9月1日 20:45 |

| ノルウェー      | 1 – 1                       | オランダ        |
| ハーランド 20分 | Report (FIFA) Report (UEFA) | クラーセン 37分 |

| ウレヴォール・スタディオン, オスロ · 観客数: 6,711 · 主審: シモン・マルチニアク ( ポーランド) |

| 2021年9月1日 20:45 (21:45 UTC+3) |

| トルコ                       | 2 – 2                       | モンテネグロ                              |
| ウンデル 9分 · ヤズジュ 31分 | Report (FIFA) Report (UEFA) | マルシッチ 40分 · ラドゥノヴィッチ 90+7分 |

| ボーダフォン・アリーナ, イスタンブール · 観客数: 12,472 · 主審: ブノワ・バスティアン ( フランス) |

| 2021年9月4日 18:00 (19:00 UTC+3) |

| ラトビア | 0 – 2                       | ノルウェー                               |
|          | Report (FIFA) Report (UEFA) | ハーランド 20分 (pen.) · エルユヌシ 66分 |

| ダウガヴァ・スタディオン, リガ · 主審: デビッド・フクスマン ( イスラエル) |

| 2021年9月4日 20:45 |

| ジブラルタル | 0 – 3                       | トルコ                                                      |
|              | Report (FIFA) Report (UEFA) | デルヴィショール 54分 · チャルハノール 65分 · カラマン 83分 |

| ヴィクトリア・スタジアム, ジブラルタル · 主審: クリスト・トーバー ( エストニア) |

| 2021年9月4日 20:45 |

| オランダ                                                     | 4 – 0                       | モンテネグロ |
| デパイ 38分 (pen.), 62分 · ワイナルドゥム 70分 · ガクポ 76分 | Report (FIFA) Report (UEFA) |              |

| フィリップス・スタディオン, アイントホーフェン · 主審: ヘスス・ヒル・マンサーノ ( スペイン) |

| 2021年9月7日 20:45 |

| モンテネグロ | 0 – 0                       | ラトビア |
|              | Report (FIFA) Report (UEFA) |          |

| スタディオン・ポド・ゴリツォム, ポドゴリツァ · 観客数: 2,134 · 主審: ハーム・オスマース ( ドイツ) |

| 2021年9月7日 20:45 |

| オランダ                                                                    | 6 – 1                       | トルコ          |
| クラーセン 1分 · デパイ 16分, 38分 (pen.), 54分 · ティル 80分 · マレン 90分 | Report (FIFA) Report (UEFA) | ウンデル 90+2分 |

| ヨハン・クライフ・アレナ, アムステルダム · 観客数: 31,389 · 主審: ダニエレ・オルサート ( イタリア) |

| 2021年9月7日 20:45 |

| ノルウェー                                                            | 5 – 1                       | ジブラルタル    |
| トルストベット 23分 · ハーランド 27分, 39分, 90+1分 · セルロート 59分 | Report (FIFA) Report (UEFA) | スタイシュ 43分 |

| ウレヴォール・スタディオン, オスロ · 観客数: 9,442 · 主審: ニコラス・ノークルーズ ( キプロス) |

| 2021年10月8日 20:45 |

| ジブラルタル | 0 – 3                       | モンテネグロ                                |
|              | Report (FIFA) Report (UEFA) | マルシッチ 7分 · ベチライ 44分 (pen.), 68分 |

| ヴィクトリア・スタジアム, ジブラルタル · 観客数: 1,351 · 主審: フィリップ・グローヴァ ( スロベニア) |

| 2021年10月8日 20:45 (21:45 UTC+3) |

| ラトビア | 0 – 1                       | オランダ        |
|          | Report (FIFA) Report (UEFA) | クラーセン 19分 |

| ダウガヴァ・スタディオン, リガ · 観客数: 4,711 · 主審: アンドリュー・マドリー ( イングランド) |

| 2021年10月8日 20:45 (21:45 UTC+3) |

| トルコ               | 1 – 1                       | ノルウェー          |
| アクトゥルコール 6分 | Report (FIFA) Report (UEFA) | トルストベット 41分 |

| シュクリュ・サラジオウル・スタジアム, イスタンブール · 観客数: 21,408 · 主審: フェリックス・ブリッヒ ( ドイツ) |

| 2021年10月11日 20:45 (21:45 UTC+3) |

| ラトビア                 | 1 – 2                       | トルコ                                   |
| （デミラル） 70分 (o.g.) | Report (FIFA) Report (UEFA) | ドゥルスン 76分 · ユルマズ 90+9分 (pen.) |

| ダウガヴァ・スタディオン, リガ · 観客数: 2,453 · 主審: アンドレアス・エクバーグ ( スウェーデン) |

| 2021年10月11日 20:45 |

| オランダ                                                                                            | 6 – 0                       | ジブラルタル |
| ファン・ダイク 9分 · デパイ 21分, 45+3分 (pen.) · ダンフリース 48分 · ダンジュマ 75分 · マレン 86分 | Report (FIFA) Report (UEFA) |              |

| フェイエノールト・スタディオン, ロッテルダム · 観客数: 31,583 · 主審: ヴィタリー・メシュコフ ( ロシア) |

| 2021年10月11日 20:45 |

| ノルウェー              | 2 – 0                       | モンテネグロ |
| エルユヌシ 29分, 90+6分 | Report (FIFA) Report (UEFA) |              |

| ウレヴォール・スタディオン, オスロ · 観客数: 23,748 · 主審: イシュトヴァン・コヴァチ ( ルーマニア) |

| 2021年11月13日 18:00 |

| ノルウェー | 0 – 0                       | ラトビア |
|            | Report (FIFA) Report (UEFA) |          |

| ウレヴォール・スタディオン, オスロ · 観客数: 24,376 · 主審: ローレンス・ヴィサー ( ベルギー) |

| 2021年11月13日 18:00 (20:00 UTC+3) |

| トルコ | 6 – 0                       | ジブラルタル |
| アクトゥルコール 11分 · デルヴィショール 38分, 41分 · デミラル 65分 · ドゥルスン 81分 · ミュルドゥル 84分 | Report (FIFA) Report (UEFA) |              |

| アタテュルク・オリンピヤト・スタドゥ, イスタンブール · 観客数: 8,895 · 主審: セルゲイ・ボイコ ( ウクライナ) |

| 2021年11月13日 20:45 |

| モンテネグロ                          | 2 – 2                       | オランダ                 |
| ヴコティッチ 82分 · ヴノヴィッチ 86分 | Report (FIFA) Report (UEFA) | デパイ 25分 (pen.), 54分 |

| スタディオン・ポド・ゴリツォム, ポドゴリツァ · 観客数: 1,844 · 主審: カルロス・デル・セロ・グランデ ( スペイン) |

| 2021年11月16日 20:45 |

| ジブラルタル   | 1 – 3                       | ラトビア                                                |
| ウォーカー 7分 | Report (FIFA) Report (UEFA) | グトコフスキス 25分 · ウルドリキス 55分 · クロリス 75分 |

| ヴィクトリア・スタジアム, ジブラルタル · 観客数: 1,130 · 主審: エスペン・エスコス ( ノルウェー) |

| 2021年11月16日 20:45 |

| モンテネグロ | 1 – 2                       | トルコ                                |
| ベチライ 4分 | Report (FIFA) Report (UEFA) | アクトゥルコール 22分 · コクチュ 60分 |

| スタディオン・ポド・ゴリツォム, ポドゴリツァ · 観客数: 2,885 · 主審: ダニエル・ジーベルト ( ドイツ) |

| 2021年11月16日 20:45 |

| オランダ                          | 2 – 0                       | ノルウェー |
| ベルフワイン 84分 · デパイ 90+1分 | Report (FIFA) Report (UEFA) |            |

| フェイエノールト・スタディオン, ロッテルダム · 観客数: 0 · 主審: クレマン・トゥルパン ( フランス) |